# P2P-nätverk

P2P-nätverk.

Ett P2P-nätverk (från engelskans peer-to-peer network, "nät mellan likar") eller icke-hierarkiskt nät, är ett datornätverk av sammankopplade noder som inte kommunicerar enligt klient-server-modellen. Detta innebär att man inte tilldelar olika datorer specifika roller i kommunikationen och att inga noder har några speciella privilegier gentemot de övriga, utan att alla noder i nätverket kan agera i alla roller (vara en peer).
En nod benämns ibland "servent", från engelskans server-client, eftersom varje individuell dator kan betraktas som både en värd- och klientdator, eller server och klient.
P2P-nätverk används bland annat för fildelning, chatt, IP-telefoni och blockkedjor, exempelvis kryptovalutor.

## Utveckling

### Generation 1
Första generationens P2P-nätverk för fildelning var uppbyggda kring en central server som lagrade all information om nätverket förutom själva filerna som användarna delade ut. Sökningar efter filer kunde göras direkt i serverns databas eftersom denna innehöll fullständig information om vad alla användare delade ut. Denna typ av nätverk blev dock snabbt utrotade eftersom det gjordes olagligt att ha sådana servrar allmänt åtkomliga på internet. Till denna generation hör bl.a. Napster.

### Generation 2
Dagens dominerande P2P-nätverk tillhör denna generation. Här finns ingen central lagring av information om vad användarna delar ut, och i många fall ingen dedikerad server över huvud taget. I de fall där det ändå finns publika specifika servrar i nätverket blir det juridiskt svårt att lägga ansvar på dessa om det visar sig pågå olaglig trafik användarna emellan. I nätverk ur denna generation är det förhållandevis lätt att identifiera användarna och koppla ihop dem med det material de delar ut, samt de upp- och nerladdningar som görs.

### Generation 3
Tredje generationens P2P-nätverk har som främsta mål att skydda användaren och göra det så svårt som möjligt för avlyssnare att spåra överföringar som görs inom nätverket. Den upptrappade jakten på illegala fildelare har på senare tid kraftigt påskyndat utvecklingen av dessa system, och om strängare lagar införs mot fildelning kommer majoriteten av dagens fildelare att gå över till något alternativ från denna generation. Teknikerna som används bygger på flera lager av kryptering samt olika routing-algoritmer för både sökning och filöverföring. Det vill säga informationen skickas runt mellan användarna i nätverket för att dölja vem som är avsändare respektive mottagare. Av naturen blir den effektiva överföringshastigheten lägre och belastningen högre i dessa nät jämfört med nätverk ur tidigare generationer. Stor tillgänglighet på anonyma nätverk befaras gynna grövre brottslighet. I synnerhet sexualbrott och barnpornografi, men även terrororganisationer och andra tungt kriminella grupper får utökade möjligheter att kommunicera ostört.

## Språkbruk
Notera att det ännu inte finns någon vedertagen svensk term för "peer-to-peer", men Svenska datatermgruppen föreslår "icke-hierarkiskt nät".
Ordet "peer" i denna betydelse kommer från "peer group" som ursprungligen betyder "person som har samma ålder, status och utbildning som en annan person" och har fått en ny betydelse inom engelsk dataterminologi där "peer group" är en fackterm inom OSI. I detta fall motsvarar "peer" ungefär "enhet (dator) med funktioner på samma OSI-nivå som en annan enhet (dator)".

## Lista över P2P-nätverk förfildelning
- Gnutella
- FastTrack
- Direct Connect
- eDonkey2000
- WinMX
- Bittorrent

## Lista över kända P2P-tjänster
- Fildelningsprogram
  - Bearshare
  - Direct Connect
  - µTorrent
  - eDonkey
  - eMule
  - Kazaa
  - Limewire
  - Morpheus
  - Vuze
  - Random statement

- Chatt
  - Ares P2P
  - ICQ
  - Pichat

- Andra tjänster
  - Akamai
  - Alpine
  - Chord
  - Dexter
  - Freenet
  - Frost
  - Espra
  - Evernet
  - Groove
  - Hotline
  - I2P
  - Joost
  - Mnet
  - MojoNation
  - Pastry
  - Scribe[förtydliga]
  - Skype (klient för IP-telefoni)
  - Spotify
  - Squid
  - Swarmcast
  - Tapestry[förtydliga]
  - WebRTC